# 南阿蘇村
南阿蘇村（日语：／ Minamiaso mura */?）是位于日本熊本縣東北部阿蘇火山破火山口南部的一個村，屬阿蘇郡。
南阿蘇村是平成大合併中第一個合併後新設置的「村」（之後陸續有福岡縣東峰村和長野縣筑北村）人口雖然比相鄰的高森町（約7500人）還多，但為了表現出更接近大自然的感覺，因此選擇繼續使用「村」。

## 人口
| 南阿蘇村人口分布圖 |                                                 |  |
| 南阿蘇村與日本全國年齡別人口分布比較圖 （2005年資料） | 南阿蘇村的年齡、男女別人口分布圖 （2005年資料） |  |
| ■紫色是南阿蘇村 ■綠色是全国 | ■藍色是男性 ■紅色是女性                         |  |
| 南阿蘇村人口變化 \| 1970年 \| 13,087人 \| \| \| 1975年 \| 12,797人 \| \| \| 1980年 \| 13,010人 \| \| \| 1985年 \| 13,285人 \| \| \| 1990年 \| 12,643人 \| \| \| 1995年 \| 12,864人 \| \| \| 2000年 \| 12,436人 \| \| \| 2005年 \| 12,254人 \| \| \| 2010年 \| 11,972人 \| \| \| 2015年 \| 11,503人 \| \| \| 2020年 \| 9,836人 \| \| |                                                 |  |
| 資料來源：日本總務省統計中心提供之人口普查數據 |                                                 |  |
| 1970年 | 13,087人                                        |  |
| 1975年 | 12,797人                                        |  |
| 1980年 | 13,010人                                        |  |
| 1985年 | 13,285人                                        |  |
| 1990年 | 12,643人                                        |  |
| 1995年 | 12,864人                                        |  |
| 2000年 | 12,436人                                        |  |
| 2005年 | 12,254人                                        |  |
| 2010年 | 11,972人                                        |  |
| 2015年 | 11,503人                                        |  |
| 2020年 | 9,836人                                         |  |

## 歷史

### 年表
- 1876年：實施郡區町村編制法，現在的轄區在當時分屬兩併村、白川村、吉田村、一關村、中松村、河陰村、久石村、河陽村、長野村、下野村。[2]
- 1889年4月1日：實施町村制，重新整合為三村。
  - 兩併村、白川村、吉田村、一關村、中松村整合為白水村。
  - 河陰村、久石村整合為久木野村。
  - 河陽村、長野村、下野村整合為長陽村。
- 1956年8月1日：菊池郡瀨田村被廢除，部份區域被併入長陽村，其餘地區被合併為大津町。
- 2005年2月13日：長陽村、白水村、久木野村合併為南阿蘇村。

### 演變表
| 1889年以前                              | 1889年4月1日 | 1889年 -1944年 | 1945年 - 1954年 | 1955年 - 1988年                         | 1999年 - 現在          | 現在                   |
| --------------------------------------- | ------------ | -------------- | --------------- | --------------------------------------- | ---------------------- | ---------------------- |
| 吉田村、兩併村、白川村、 一關村、中松村 | 白水村       | 白水村         | 白水村          | 白水村                                  | 2005年2月13日 南阿蘇村 | 2005年2月13日 南阿蘇村 |
| 河陽村、長野村、下野村                  | 長陽村       | 長陽村         | 長陽村          | 1956年8月1日 菊池郡瀬田村部分地區被併入 | 2005年2月13日 南阿蘇村 | 2005年2月13日 南阿蘇村 |
| 久石村、河陰村                          | 久木野村     | 久木野村       | 久木野村        | 久木野村                                | 2005年2月13日 南阿蘇村 | 2005年2月13日 南阿蘇村 |

## 交通

### 鐵路
- 九州旅客鐵道
  - 豐肥本線：立野車站
- 南阿蘇鐵道
  - 高森線：立野車站 - 長陽站 - 加勢車站 - 阿苏下田城站 - 南阿蘇水之誕生里白水高原站 - 中松車站 - 阿蘇白川車站 - 見晴台車站

## 觀光資源
- 阿蘇山登山路線－吉田線

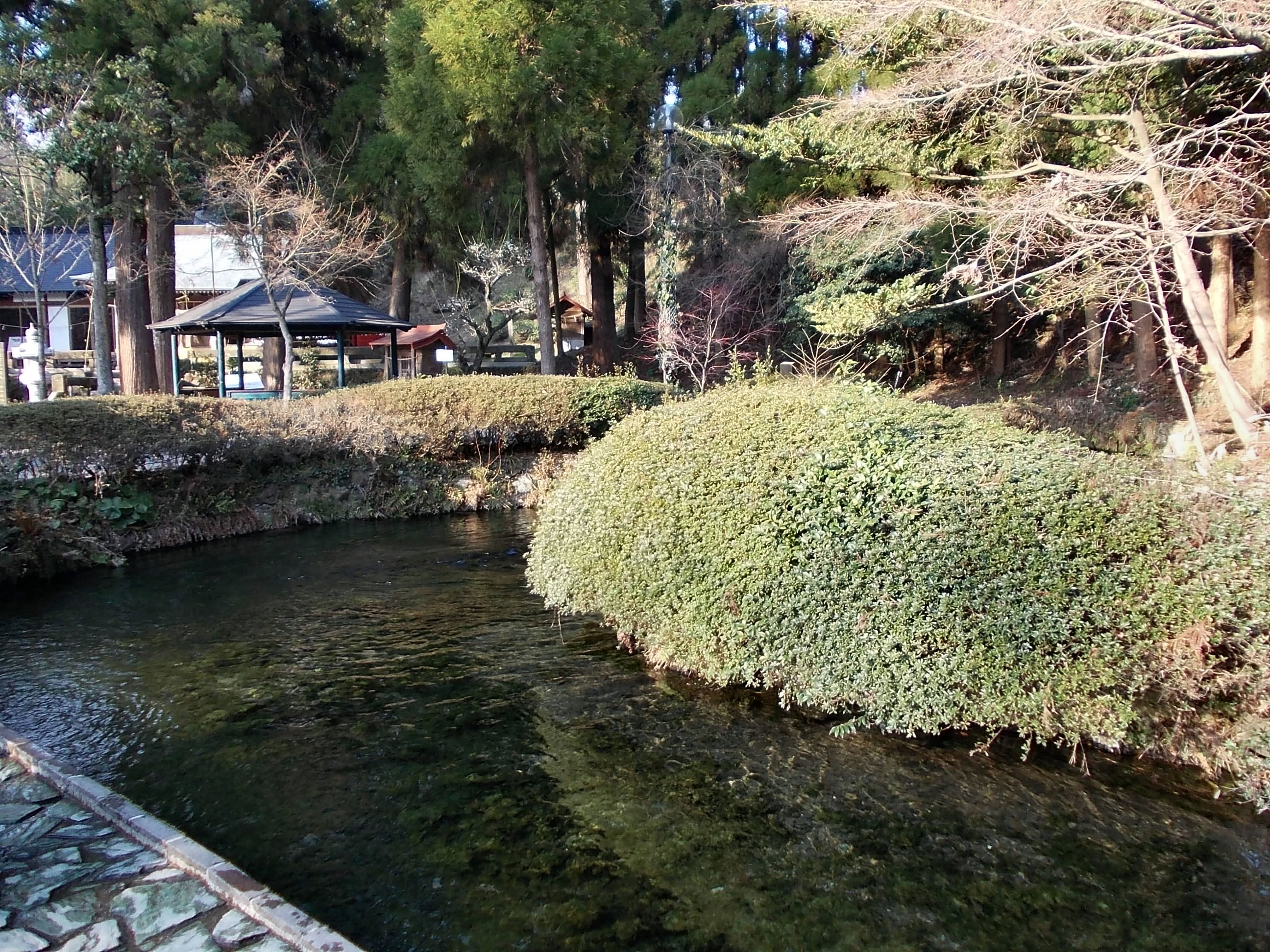
白川吉見神社
- 白川水源：名水百選之一
- 保木下井手：渠道百選之一
- 地獄溫泉
- 垂玉溫泉
- 阿蘇白水溫泉 瑠璃
- 南阿蘇Luna天文台：九州最大天文望遠鏡
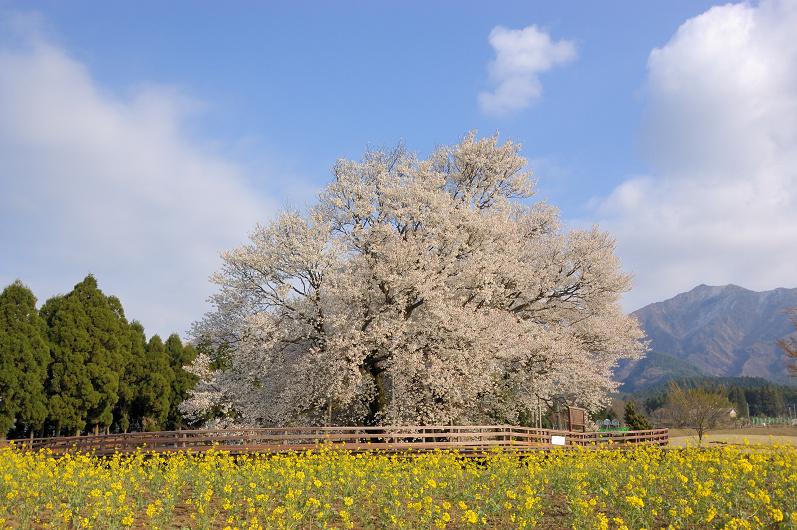
一心行之大櫻花樹：樹齢約400多年

- 白川水源
- 一心行的大櫻花樹與油菜花叢

## 教育
大學
- 東海大學農學部 阿蘇實習場

高等學校
- 熊本清陵高等學校（日语：くまもと清陵高等学校）

## 外部連結
- （日語） 南阿蘇村觀光協會（页面存档备份，存于）